# Zero to Infinity
Zero to Infinity – album studyjny grupy rockowej Gong, wydany w 2000 roku nakładem One Eyed Salmon Records i Snapper Music.

## Lista utworów
Opracowano na podstawie materiału źródłowego.
| Nr  | Tytuł utworu             | Muzyka                                                | Długość |
| --- | ------------------------ | ----------------------------------------------------- | ------- |
| 1.  | „Foolefare”              | Daevid Allen, Theo Travis                             | 0:42    |
| 2.  | „Magdalene”              | Allen, Mike Howlett, Didier Malherbe, Chris Taylor    | 3:58    |
| 3.  | „The Invisible Temple”   | Allen, Howlett, Malherbe, Gilli Smyth, Taylor, Travis | 11:35   |
| 4.  | „Zeroid”                 | Allen, Howlett, Smyth                                 | 6:08    |
| 5.  | „Wise Man in Your Heart” | Allen, Howlett, Pierre Moerlen                        | 8:04    |
| 6.  | „The Mad Monk”           | Allen, Howlett, Taylor, Travis                        | 3:25    |
| 7.  | „Yoni on Mars”           | Smyth, Travis                                         | 6:07    |
| 8.  | „Damaged Man”            | Allen, Howlett, Taylor, Travis                        | 5:13    |
| 9.  | „Bodilingus”             | Allen, Howlett, Taylor, Travis                        | 4:03    |
| 10. | „Tali's Song”            | Allen                                                 | 6:25    |
| 11. | „Infinitea”              | Allen, Howlett, Smyth, Taylor, Travis                 | 7:48    |
|     |                          |                                                       | 1:03:28 |

## Twórcy
Opracowano na podstawie materiału źródłowego.
Muzycy:
- Daevid Allen ("Sri Capuccino Longfellow") – gitara, fortepian, śpiew
- Gilli Smyth ("Shakti Yoni") – wokal wspierający, (kosmiczny) śpiew
- Didier Malherbe ("Bloomdido Bad de Grass") – saksofon altowy, flet bambusowy, duduk
- Mike Howlett ("Lorde Tonsil of Aplomb") – gitara basowa
- Theo Travis ("Theodophilus Acidopholus") – saksofon tenorowy, saksofon sopranowy, flet, keyboardy, theremin, loop
- Chris Taylor ("Professor Paradox") – perkusja, instrumenty perkusyjne

Dodatkowi muzycy:
- Mark Robson – keyboardy, wokal wspierający (5)

Produkcja:
- Gong, Mike Howlett – produkcja muzyczna
- Toby Robinson – inżynieria dźwięku
- Denis Blackham – mastering
- Catarina Tost, Peter Hartl - projekt oprawy graficznej